# Andrena paradoxa
Andrena paradoxa là một loài Hymenoptera trong họ Andrenidae. Loài này được Friese mô tả khoa học năm 1921.